# Przepis kolizyjny
Przepis kolizyjny – taki przepis prawny, który rozstrzyga o zastosowaniu jednego z dwóch przepisów w sytuacji, gdy ten sam typ zachowań jest odmiennie przez nie uregulowny. Przepisy kolizyjne występują przede wszystkim w prawie prywatnym międzynarodowym. Przykładem jest przepis artykułu 20 Ustawy z dnia 12 listopada 1965 r. Prawo prywatne międzynarodowe, który stanowi, że roszczenia alimentacyjne między krewnymi lub powinowatymi podlegają prawu ojczystemu osoby uprawnionej do alimentacji.